# Фетоскопија
Фетоскопија је дијагностичка и терапијска процедура током трудноће која омогућава лекару да види нерођену бебу у материци (материци). Користи се за процену и лечење урођених поремећаја. Заснива се на уметању танке, оптичке цеви (ендоскопа или фетоскопа) у материцу кроз мали рез на трбуху. Како фетоскоп има малу камеру на фрху он омогучава лекару да види унутрашњост материце и амнионске кесе (кесе која држи бебу у материци). 
Како је фетоскоп шупаљ, кроз њега може да се убаци хируршки инструмент што, омогућава лечење одређених стања фетуса или добијање узорка ткива ( биопсија).
У неким случајевима, фетоскоп може да се убаци кроз грлић материце уместо кроз зид трбуха.

## Добре стране фетоскопије
Фетоскопија је минимално инвазивна, алтернативне методе класичну операцији фетуса која укључују прављење већих резова у трбуху у близини материце. Како је класична операција отворена абдоминалне процедуре она је инвазивнија од фетоскопије и има већи ризик од компликација.
Фетоскопијом као мање инвазивним приступом могу се превазићи неки од главних ограничавајућих корака у хирургији фетуса као штои су:
- превремени порођај, за који се верује да је изазван великим резом материце током отворене операције фетуса;

- значајан морбидитет мајке, повезан са великом лапаротомијом.

## Индикације
Фетоскопија се изводи у другом или трећем триместру трудноће за лечење стања фетуса или прикупљање биопсија. 
Нека од најчешћих стања која се лече фетоскопијом су:

### Синдром међублизаначке трансфузије
Синдром међублизаначке трансфузије је ретко, по живот потенцијално опасно стање које се јавља када једнојајчани близанци не добијају једнак удео крви док су у материци. Код овог синдрома хирург користи фетоскоп да боље визуализује постељицу и крвне судове који узрокују овај синдром. Затим користи ласер кроз фетоскоп да затворе крвне судове узрокујући неуједначен проток крви. Ова процедура се назива фетоскопска ласерска фотокоагулација.

### Синдром амнионске траке
Синдром амнионске траке настаје када се беба заплете у траке ткива из амнионске кесе. У зависности од тежине стезања, дефект може бити минималан Дубље траке могу изазвати лимфну опструкцију што доводи до едема и васкуларног компромиса, што захтева хитно ослобађање бебе. Притисак трака може потенцијално да изазове абнормалности дистално од стезања, као што су хемихипертрофија, антеролатерално савијање, псеудартроза, неслагање дужине ногу и отпорна тератолошка клупска стопала. Ова стања могу довести до ограничене функције и потешкоћа са кретањем.
Код овог синдрома фетоскопија омогућава хирургу да убаци ласерски уређај којим сече и ослобађа  фетус од трака ткива које га окружују и стежу.

### Конгенитална дијафрагмална кила
Конгенитална дијафрагмална кила се јавља када беба има рупу у дијафрагми, због чега се њени трбушни органи померају нагпроцедурални оре, вршећи притисак на плућа. Ово спречава плућа да правилно расту. Код ове киле хирурзи користе фетоскопију да би убацили балон у дисајне путеве бебе како би подстакли раст плућа. Балон се уклања неколико недеља касније. Ова процедура се назива фетоскопска ендолуминална оклузија трахеје (ФЕОТ).

### Остале индикације
Постоје и друга стања за која се фетоскопија може користити, као што су лечења:
- тумора постељице,

- спине бифиде

- неких урођених болести.

На глобалном нивоу од ових процедура, скоро 75% је урађено за узорковање феталне крви ради испитивања феталне крвне групе, хемоглобинопатије, конгениталне инфекције , кариотипа, поремећаја коагулације, метаболичких поремећаја, генетских поремећаја и недостатка крвних зрнаца. Директна визуализација фетуса коришћена је да би се идентификовала абнормална анатомија површине изван могућности ултрасонографије које су биле доступне у то време. Биопсија ткива је урађена на различитим феталним органима укључујући кожу, јетру и перитонеум, феталну бешику.

## Начин извођења
У зависности од гестационог узраста и традиције центра, хируршки захват се може обавити у хируршким операционим салама, салама за порођаје или у ултразвучном кабинету. Ултразвук се изводи у исто време са фетоскопијом тако да хируршки тим може истовремено да врши ултразвучни преглед прати фетоскопску слику. 
Наменски дизајнирани фетоскопи обично имају удаљене окуларе, да би се смањила тежина и олакшали прецизни покрети. Скоро сви су ендоскопи са савитљивим влакнима  а не конвенционални објективи са шипком, а како се број пиксела временом повећава, квалитет слике се побољшава. Типични пречници фетоскопа су између 1,0 и 2,0 мм. Танкозидне полуфлексибилне пластичне каниле се користе за стварање амнионског приступа, тако да су могуће промене инструмента. Оштри трокари су развијени да прилагоде широк спектар пречника који се користе за различите операције. Алтернативно се уводи и омотач ендоскопа напуњен оштрим обтуратором.

### Кроз трбушни зид
Фетоскопија се обично изводи у операционој сали. Пре фетоскопије може се дати локална анестезију или лекови за смирење како би се смањио бол и тиме спречило да се трудница и нерођену беба крећу током операције.
Након анестезије следе ови процедурални кораци:
- прављење малог реза у стомаку, кроз који се убацује фетоскоп у материцу и амнионску кесу.
- када фетоскоп пројектује слику на екрану хирург може да види бебу и плаценту.
- у зависности од врсте операције, хирург умеће хируршке инструменте кроз фетоскоп како би да извршио процедуру или прикупи узорке ткива.

Улазна тачка се утврђује уз помоћ ултразвука. Под надзором ултразвука, трокар се убацује у амнионску шупљину, избегавајући плаценту, фетус и друге органе мајке. Затим се трокар замењује фетоскопом. Ултразвучно вођење се наставља да помогне усмеравању опсега око материце, јер поље и дубина фетоскопског поља могу бити ограничени. Ове процедуре се стога сматрају „соно-ендоскопским“ методама.

### Кроз  грлић материце
Ако хирург врши процедуру кроз грлић материце, прво ће убацити спекулум у вагину. Овај уређај у облику пачјег кљуна омогућава хирургу да боље види грлић материце, кроз који убацују фетоскоп  у материцу. У зависности од врсте операције, хирург умеће хируршке инструменте кроз фетоскоп како би да извршио процедуру или прикупи узорке ткива.

### Постоперативни ток
Иако је фетоскопија минимално инвазивна метода, ипак је потребно време да се мајка опорави од реза на трбуху. Већина жена се може вратити нормалним активностима истог дана, уз поштеду у пределу трбуха или вагине. 

## Ризици фетоскопије
Као и код већине операција, постоје неки ризици за фетоскопију, који су повезани са пункцијом материце и основном патологијом која се лечи. У ове ризике спадај:
- изазивање превременог порођаја,
- преурањено пуцање водењака (ваша вода рано пуца),
- губитак трудноће,
- инфекција,
- крварење.